# 草村北星
草村 北星（くさむら ほくせい、1879年3月10日 - 1950年5月25日）は、日本の小説家。明治期家庭小説の作家。
熊本県玉名郡高瀬村（現玉名市）生まれ。本名・松雄。父は地主で自由党員。熊本英学校卒業後上京、東京専門学校（現早稲田大学）に入学、1900年卒業し、小説を『明星』に載せる。1902年金港堂に入り編集に従事、1902年『浜子』を刊行、『青年界』『文藝界』を編集し文章を載せ、『新声』にも寄稿、1904年「東京朝日新聞」に「相思怨」を連載、金港堂を辞職。1905年『新声』を佐藤儀助から譲り受けて隆文館より刊行、1910年『百合子』を刊行して以後筆を絶つ。以後は隆文館ほかの出版事業に従事、大正末年隆文館を引退し龍吟社を設立。墓所は青山霊園(2イ19-46)

## 著書
- 浜子 金港堂 1902.12
- 澄子 知新館 1903.5
- 七草集 金港堂 1903.9
- 四畳半録 金港堂 1903.10
- 相思怨 隆文館 1904.11　明治文学全集「明治家庭小説集」（筑摩書房）に収録
- クリスマスお伽噺 隆文館 1904.12
- 母の面影 隆文館 1906.11
- 百合子 隆文館 1907、1910
- 戦塵を避けて 疎開山村日記 竜吟社 1946